# International Sport Karate Association

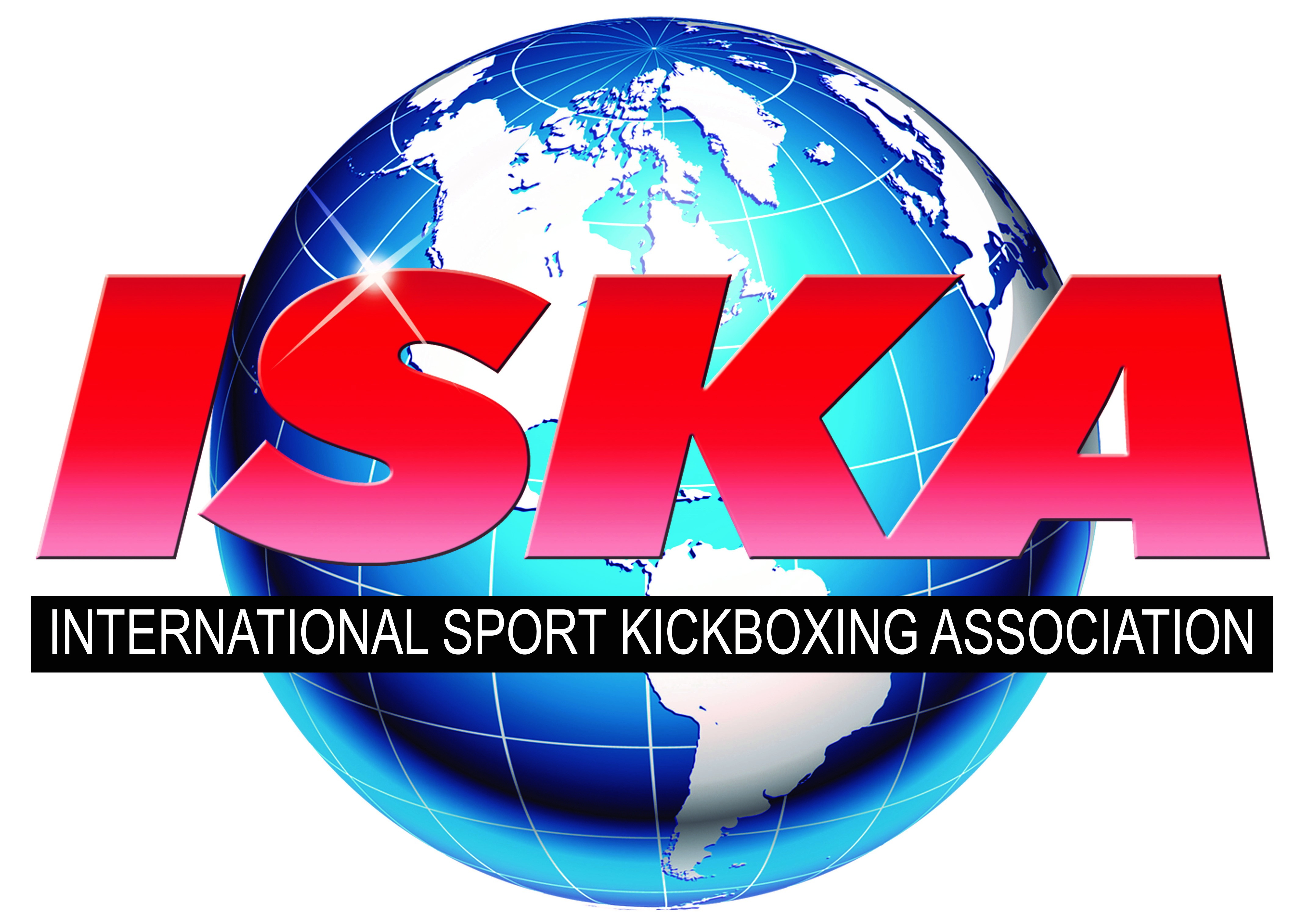
ISKA-Logo

Die International Sport Karate Association (ISKA) bzw. auch International Sport Kickboxing Association ist eine Kampfsport-Organisation. Hier werden Kickboxkämpfe sowie die ISKA-Weltmeisterschaften durchgeführt. Das Hauptquartier der ISKA ist in Newberry, Florida. Der Präsident ist Cory Schafer.
Präsident der ISKA Germany ist Davut Sidal. Zu den aktuellen Funktionären zählen Jürgen Leidel (Vollkontakt Nationaltrainer Männer) und Tina Schüßler ISKA Bundestrainerin Damen (Ringsports).

## Geschichte

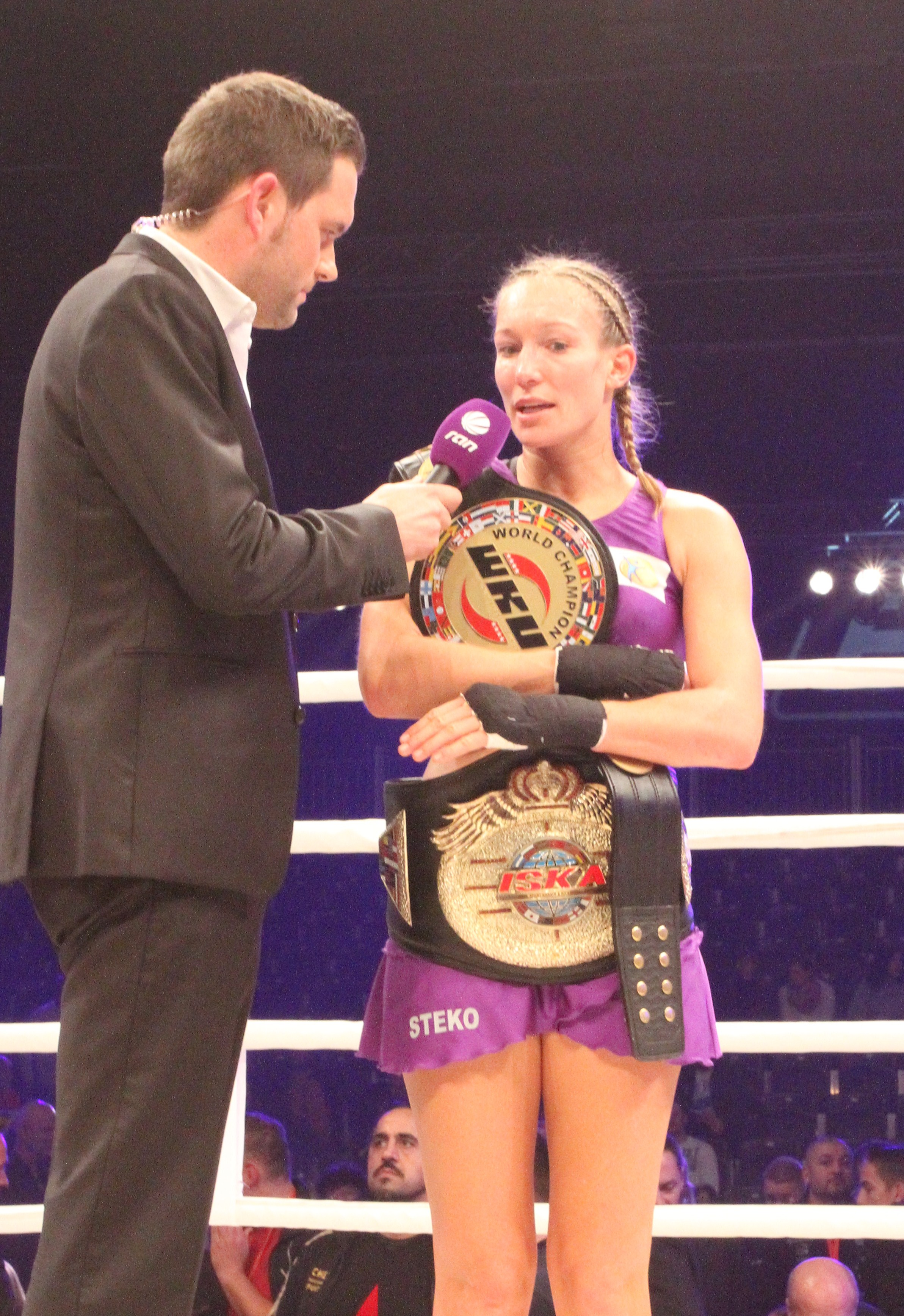
Christine Theiss mit dem ISKA- und dem WKU-Gürtel

Anfang der 1970er Jahre entstanden die ersten Karate-Organisationen wie die WAKO, die WKA oder die PKA. Zu Beginn wurden alle Kampfsportarten noch als Karate bezeichnet, bis man dann später genauer differenzierte, wie z. B. in Thaiboxen, Kickboxen oder K-1.
Nach verschiedenen Streitereien in der Professional Karate Association (PKA) wurde 1985 von ehemaligen PKA-Mitgliedern die ISKA gegründet. Der erste Direktor war Mike Sawyer. Die ISKA konnte sich schnell etablieren, und es gelang den Verantwortlichen mit dem US-TV-Sender ESPN eine große Zuschauerzahl anzusprechen. Die ESPN hatte zuvor bereits einen TV-Vertrag mit der PKA.
Jedes Jahr im Sommer führt die ISKA in Disneyworld die US Open ISKA World Martial Arts Championships aus. Sie gilt weltweit als eine der größten Kampfsportveranstaltungen.
Nach dem Fall des Eisernen Vorhangs war die ISKA der erste Kickboxverband, der sich nach Osteuropa ausbreitete.
Im Jahr 2012 wurde die Kampfsportveranstaltung Steko’s Fight Night nach den Regeln des ISKA-Weltverbandes durchgeführt. Die Steko’s Fight Night ist die größte Kickbox-Veranstaltung in Deutschland.

## Disziplinen

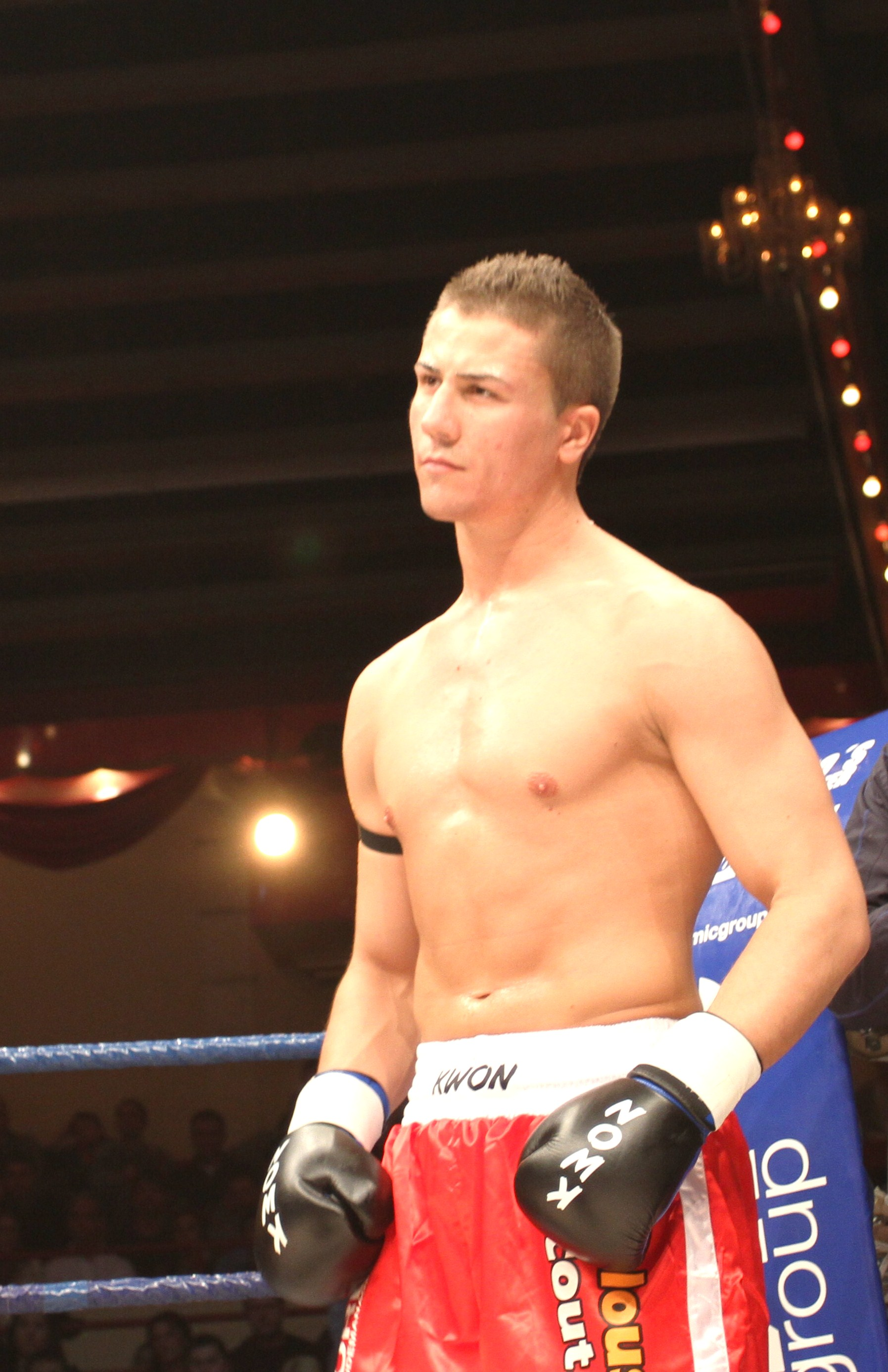
Florian Pavic ISKA-Weltmeister 2012

In der ISKA wird in den Wettkampf-Disziplinen Semikontakt-Kickboxen, Leichtkontakt-Kickboxen und Vollkontakt-Kickboxen gekämpft. Es wird hierbei mit Hand- und Fuß-Schützern gekämpft. Ein Tiefschutz und der Mundschutz sind im Wettkampf Pflicht.
Außerdem gibt es noch die Disziplinen Formenlaufen mit Musik (Kata), Aero-Kicks, MMA, Sanda und Grappling.
Die bekanntesten ISKA-Weltmeister sind zurzeit Christine Theiss und Florian Pavic.

## Gewichtsklassen
Insgesamt gibt es bei den Männern in der ISKA zwanzig verschiedene Gewichtsklassen. Diese sind:
- Super Atomweight ≤50,5 kg
- Flyweight 50,6–51,8 kg
- Super Flyweight 51,9–53,2 kg
- Bantamweight 53,3–54,5 kg
- Superbantamweight 54,6–56,4 kg
- Featherweight 56,5–58,2 kg
- Lightweight 58,3–60,0 kg
- Superlightweight 60,1–62,3 kg
- Lightwelterweight 62,4–64,5 kg
- Welterweight 64,6–66,8 kg
- Superwelterweight 66,9–69,5 kg
- Lightmiddleweight 69,6–72,3 kg
- Middleweight 72,4–75,0 kg
- Supermiddleweight 75,1–78,1 kg
- Lightheavyweight 78,2–81,4 kg
- Lightcruiserweight 81,5–84,6 kg
- Cruiserweight 84,7–88,2 kg
- Supercruiserweight 88,3–91,8 kg
- Heavyweight 91,9–96,4 kg
- Superheavyweight ≥96,5 kg